# Nobushige Tabata
Nobushige Tabata (田端 信成 Tabata Nobushige?, nacido el 9 de abril de 1989 en Chiba) es un exfutbolista japonés. Jugaba de guardameta y su último club fue el Renofa Yamaguchi FC de Japón.

## Trayectoria

### Clubes
| Club                  | País  | Año         |
| --------------------- | ----- | ----------- |
| Sagawa Printing Kyoto | Japón | 2012 - 2014 |
| Grulla Morioka        | Japón | 2015        |
| Renofa Yamaguchi FC   | Japón | 2016        |

## Estadística de carrera

### J. League
| Club                | Año   | J. League | J. League | Copa J. League | Copa J. League | Total | Total |
| Club                | Año   | Part.     | Goles     | Part.          | Goles          | Part. | Goles |
| ------------------- | ----- | --------- | --------- | -------------- | -------------- | ----- | ----- |
| Grulla Morioka      | 2015  | 13        | 0         | -              | -              | 13    | 0     |
| Renofa Yamaguchi FC | 2016  | 0         | 0         | -              | -              | 0     | 0     |
| Total               | Total | 13        | 0         | 0              | 0              | 13    | 0     |